# Russula poichilochroa
Russula poichilochroa är en svampart som beskrevs av Sarnari 1990. Russula poichilochroa ingår i släktet kremlor och familjen kremlor och riskor.   Inga underarter finns listade i Catalogue of Life.